# دریاچه سبحان
دریاچه سبحان (ترکی استانبولی: Süphan Gölü) یک دریاچه در استان وان کشور ترکیه است.